# Depois de Você
Uma Loucura de Mulher  é um filme brasileiro de 2016, do gênero comédia dramática, com roteiro de Angélica Lopes, Kirsten Carthew e Marcus Ligocki Júnior e dirigido por Ligocki Jr.
Suas filmagens ocorreram entre maio e julho de 2015, em Brasília e no Rio de Janeiro.

## Sinopse
O filme conta a história do reencontro de uma mulher com ela mesma. A bailarina Lúcia (Mariana Ximenes) e o político Gero (Bruno Garcia) estão juntos há 15 anos. Na festa de pré-lançamento do candidato ao governo do DF, o casal briga. Com medo, Lúcia foge para o Rio de Janeiro e se esconde em um apartamento onde passou parte da infância. Enquanto é procurada, uma antiga vizinha e seu primeiro namorado começam a mudar o rumo da sua vida.

## Elenco
- Mariana Ximenes....Lúcia
- Bruno Garcia....Gero
- Sérgio Guizé...Raposo
- Miá Mello....Dulce
- Luís Carlos Miele...Senador Waldomino
- Augusto Madeira...Cleber
- Guida Viana...Rita
- Erom Cordeiro
- Zéu Brito